# Madouba (departamento)

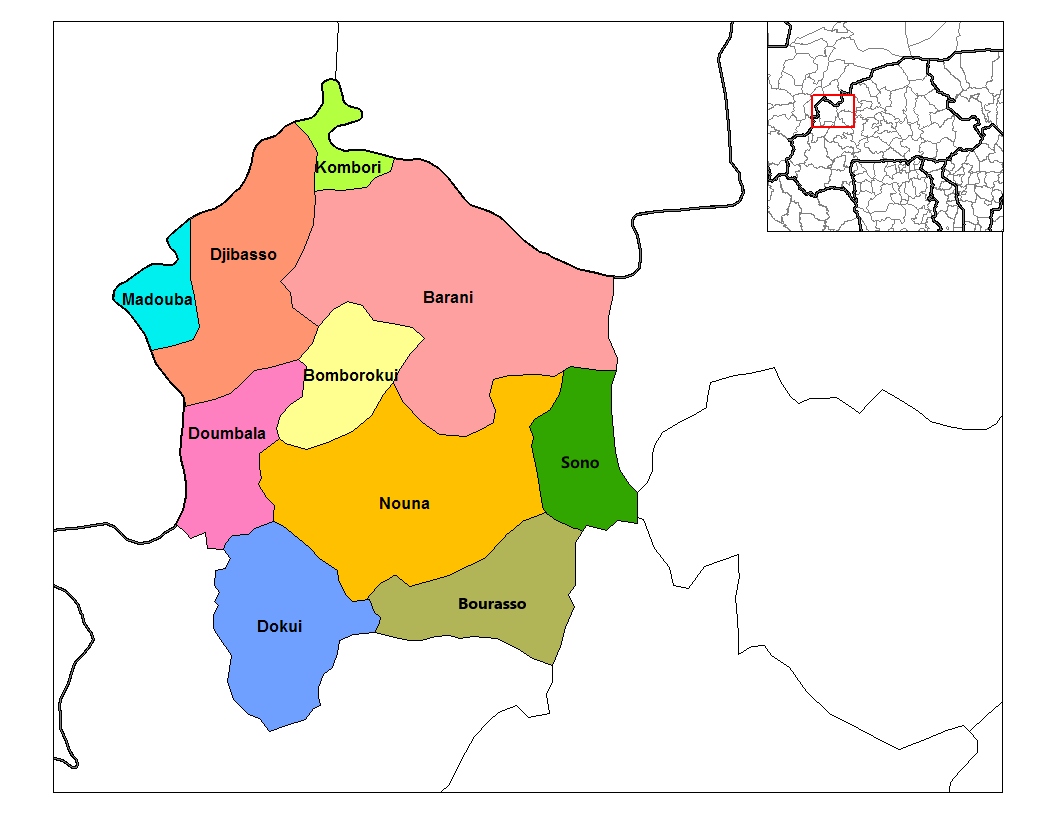

Madouba é um dos dez departamentos da província de Kossi, no Burkina Faso.